# Dansen aan de gracht
Dansen aan de gracht is een lied van de Nederlandse rapper Dopebwoy in samenwerking met de rapper Lil' Kleine. Het werd in 2020 als single uitgebracht en stond in hetzelfde jaar als zevende track op het album Hoogseizoen van Dopebwoy. 

## Achtergrond
Dansen aan de gracht is geschreven door Monsif Bakkali, Jorik Scholten en Jordan Averill Jacott en geproduceerd door Monsif. Het is een nummer uit het genre nederhop. Het is een lied waarin de liedverteller zingt over het invliegen van zijn geliefde/date naar Amsterdam, om met haar te zijn en leuke dingen te doen. De brede boodschap van het lied is dat de rappers goed voor hun vriendinnen zorgen. Het lied werd bij radiozender NPO FunX uitgeroepen tot DiXte track van de week. Het is de eerste keer dat de twee artiesten samen op een hitsingle te horen zijn. De single heeft in Nederland de platina status.

## Hitnoteringen
De artiesten hadden succes met het lied in de hitlijsten van Nederland. Het piekte op de veertiende plaats van de Single Top 100 en stond 28 weken in deze hitlijst. De Top 40 werd niet bereikt; het lied bleef steken op de vijfde plaats van de Tipparade. 